# Israel Cycling Academy
Israel Cycling Academy (código UCI: ICA) é uma equipa ciclista israelita de categoria Profissional Continental. Funciona como equipa de desenvolvimento da equipa Israel Start-Up Nation.